# Carnaval de Gualeguay
Le Carnaval de Gualeguay  se déroule durant les mois de janvier et février dans le Corsódrome de la ville de Gualeguay, dans la province d'Entre Ríos en Argentine. Il réunit chaque année énormément de touristes, et est l'un des principaux attraits de la ville. Actuellement, trois écoles y défilent :Si-Sí (qui possède le plus grand nombre de victoires), K 'Rumbay et Samba Verá. Le Corsódrome de la ville a été inauguré le 15 janvier 2005, il mesure 450m de long et a une capacité d'accueil de 16 000 spectateurs.